# Johann Georg Heinrich von Werthern
Reichsgraf Johann Georg Heinrich von Werthern (* 19. Januar 1735; † 27. August 1790 auf Schloss Beichlingen) war ein preußischer Geheimer Staatsminister und Grand Maitre de la Garderobe sowie kursächsischer Gesandter in Paris.

## Leben

### Herkunft
Er war der Sohn des Reichsgrafen Georg II. von Werthern (1700–1768) und der Reichsgräfin Jacobine Henriette von Flemming.

### Werdegang
Von Werthern war ab dem 19. November 1766 Stiftskanzler zu Zeitz sowie kursächsischer wirklicher Geheimer Rat. Ab 1770 war er Gesandter in Paris. Am 18. November 1772 ernannte ihn König Friedrich II. zum preußischen Geheimen Staatsminister, Grand-Maitre de la Garderobe und verlieh ihm den Schwarzen Adlerorden. Von Werthern wurde am 23. März 1777 auf seinen Wunsch hin als Minister entlassen.

### Familie
Er heiratete am 2. November 1762 Johanne Sophie Louise Friederike von Buchwald (* 1740; † 3. Januar 1764) Tochter von Juliane Franziska von Buchwald. Nach ihrem Tod heiratete er am 2. April 1777 Christiane Benedictine Johanna von Globig (* 1759), Tochter des Geheimrats Hans Gotthelf von Globig (1719–1779). Beide Ehen waren kinderlos.